# Tarantyno
Tarantyno este un film românesc din 2009 regizat de Mircea Nestor. Rolurile principale au fost interpretate de actorii Bogdan Cotleț, Constantin Diță, Antonia Ionescu Micu.

## Distribuție
Distribuția filmului este alcătuită din:
- Antonia Ionescu Micu — Narcisa
- Constantin Diță — Aurică
- Bogdan Cotleț — Tarantyno